# Ridotto Alpino Repubblicano
Il Ridotto Alpino Repubblicano, conosciuto anche come Ridotto della Valtellina, era il luogo dove i fascisti avrebbero dovuto organizzare la difesa finale della Repubblica Sociale Italiana.
L'idea emerse undici giorni prima della Liberazione, il 14 aprile 1945, in una riunione nella residenza di Mussolini, presso Palazzo Feltrinelli a Gargnano, tra i rappresentanti tedeschi e i massimi dirigenti di Salò.
Tale incontro fu l'ultimo ad alto livello. Erano presenti, oltre allo stesso Mussolini, il capo delle Brigate Nere Alessandro Pavolini, il generale Rodolfo Graziani, l'ambasciatore tedesco Rudolf Rahn, il generale delle SS Karl Wolff e il colonnello Eugen Dollmann.

## La premessa
Nell'Italia centro-settentrionale, durante l'estate 1944, dopo la liberazione di Roma, gli Alleati combattono per risalire la penisola. Le forze del Reich e le truppe della Repubblica Sociale Italiana di Mussolini ripiegano verso la pianura del Po.
Nel clima che sembra preludere allo sfondamento del fronte italiano e al crollo della Repubblica Sociale Italiana, il Partito Fascista Repubblicano si impegna a facilitare la ritirata al nord degli iscritti e dei loro familiari; in primo luogo a sistemare le migliaia di sfollati nelle federazioni settentrionali e a organizzare quindi il successivo deflusso in Germania.
Fra giugno e agosto del 1944, circolari del partito diramano istruzioni e itinerari per il ripiegamento e sollecitano i fascisti a dichiararsi o per la continuazione della resistenza a fianco dei camerati tedeschi o per la mimetizzazione dietro le linee.
Per chi intende proseguire, la via indicata è quella del Veronese, poi del Brennero.

## Cambio di strategia
All'inizio del settembre 1944, ecco il cambio di strategia: niente ritirata verso il Reich ma primi cenni di una difesa estrema, in una roccaforte da predisporre nelle montagne tra il Comasco e la Valtellina, già presidiate da tre legioni della Guardia Nazionale Repubblicana di Frontiera (I Legione “Monviso”, II Legione “Monte Rosa”, III Legione “Vetta d'Italia”), proprio per non dover seguire i tedeschi in territorio germanico.
La formula, lo provano testimoni e documenti, è adottata da Mussolini il 29 agosto 1944, accennata dal segretario del partito l'8 settembre, riconsiderata l'11, riferita al governo tedesco il 17.
A presiedere la commissione per il Ridotto alpino repubblicano - il nome appare il 18 settembre - Mussolini nomina il segretario del partito, Alessandro Pavolini, sostituito nel dicembre con il vicesegretario, Bonino.

## Tesi contrapposte
Pavolini intendeva radunare in Valtellina almeno 50.000 uomini, scavando rifugi e caverne da colmare con armi e viveri e realizzando alloggiamenti per gli irriducibili del fascismo e le loro famiglie.
In puro stile pavoliniano, si progettava anche di trasferirvi le spoglie di Dante, come massima espressione simbolica dell'italianità e installarvi una potente stazione radiofonica e una tipografia che avrebbe dato alle stampe una pubblicazione destinata a uscire fino alla fine, le cui copie sarebbero state poi lanciate sull'Italia grazie al volo di un ultimo aereo.
Al contrario, il generale Farina presentava nel piano Area Difesa delle posizioni strategiche tenute dalla divisione San Marco nell'area appenninica di Altare, Dego e Pontinvrea, una zona di sicurezza per le personalità repubblicane in attesa di una pace concordata con le potenze alleate.
In precedenza era stata ipotizzata la scelta di Milano: si diceva che la città poteva trasformarsi in una nuova Stalingrado, costringendo gli Alleati ad affrontare un cruento quanto imprevedibile assedio. Progetto abbandonato per l'intervento dell'arcivescovo di Milano, il Cardinale Schuster, come riportato nei suoi diari.
Per tutto l’inverno, uomini armati - in particolare delle Brigate nere di Firenze e Pistoia - e mezzi sono fatti concentrare nella valle, in particolare a presidio dei bacini idroelettrici. A Sondrio verranno individuate e allestite le future sedi governative e la residenza privata di Mussolini.
Le ultime disposizioni sono diramate nella riunione del direttorio del PFR del 3 aprile 1945, un'ispezione è condotta in loco da Pavolini il 5 aprile, un battaglione della Milice française è avviato a Tirano il 14 aprile dove fu destinata anche la Brigata Nera Autonoma "Giovanni Gentile". Ulteriori accordi sono stabiliti coi tedeschi quel giorno, il 23 aprile il comandante militare del ridotto riceve gli ultimi ordini operativi dal Duce.

Il maggiore Renato Vanna

Il 25 aprile Mussolini ordina invece di puntare su Como, con il noto comando “Precampo a Como!”. Egli prende tuttavia la via di Dongo, a poca distanza dalla Valtellina, dove sarà catturato e fucilato dai partigiani. Si segnala il disperato e inutile tentativo di una colonna di soccorso guidata dal maggiore Renato Vanna della Guardia Nazionale Repubblicana di Frontiera di raggiungere Mussolini sul lago di Como.
Le proposte di Pavolini furono accolte con scetticismo dal generale Graziani, e da Mussolini con una velata rassegnazione.
Solo 4.000 uomini circa raggiunsero la ridotta.

## Le fortificazioni
Oggi esistono ancora alcune delle fortificazioni del Ridotto Valtellinese, anche perché molte non furono mai completate. Verso l'Aprica, lungo la strada, nella seconda galleria stradale, si trovano tre ingressi di una cannoniera; due di essi portavano probabilmente a dei magazzini. Nei pressi di una chiesa di Teglio si trovano dei rifugi antiaerei; uno di essi riporta una data: 1944. Nel fondo valle, di fronte a San Giacomo di Teglio, nel comune di Castello dell'Acqua, si trova un fossato anticarro costruito per essere usato come sbarramento nel caso di un attacco con mezzi corazzati provenienti da sud.
Non mancano i numerosi ricoveri scavati nella roccia. Molte fortificazioni furono realizzate dai tedeschi a San Giacomo, Tresenda, San Giovanni e Castello dell'Acqua. Queste erano gallerie, trincee, postazioni per mitragliatrici, reticolati. Nei pressi del fossato anticarro si possono trovare, inghiottite dalla vegetazione di un boschetto, tre casematte in cemento armato o calcestruzzo.

## Esito finale
Con la capitolazione finale delle forze tedesche presenti nei Paesi Bassi e in Danimarca il 4 maggio, e cinque giorni prima con la resa del feldmaresciallo Kesselring, cessò di esistere anche il fronte italiano. Non vi sarà più alcun ridotto alpino difeso tenacemente dalle SS come temevano gli Alleati.